# Ray of Light
Ray of Light es el séptimo álbum de estudio de la cantante estadounidense Madonna, publicado por primera vez el 22 de febrero de 1998 por Maverick Records. Tras dar a luz a su hija Lourdes, Madonna comenzó a trabajar en su nuevo álbum con los productores Babyface, Patrick Leonard y William Orbit. Después de varias sesiones fallidas con Babyface y Leonard, Madonna tomó una nueva dirección musical con Orbit. La producción se extendió por más de cuatro meses, durante los cuales experimentaron problemas con el Pro Tools de Orbit y la falta de una banda en vivo, por lo cual las grabaciones tuvieron que suspenderse hasta que el programa fuese reparado.
Es un álbum de pop y dance que incorpora muchos elementos de música electrónica, un enfoque diferente al de sus anteriores trabajos. También presenta influencias de otros géneros y subgenéros como el techno, trip hop, house, drum and bass, ambient, rock y música clásica. En estas grabaciones Madonna utilizó una voz con un tono más amplio y un timbre más grave. La temática oriental está presente en varias pistas del álbum como «Sky Fits Heaven» y «Shanti/Ashtangi», resultado de su conversión a la Cábala, sus estudios sobre el hinduismo y el budismo, así como a la práctica diaria de yoga.
Tras su lanzamiento, el álbum recibió la aclamación de los críticos, quienes elogiaron la nueva dirección musical de la cantante. Lo definieron como su trabajo «más arriesgado», de naturaleza madura y moderada; también felicitaron la voz de Madonna. Ray of Light ganó cuatro Premios Grammy de un total de seis nominaciones. También gozó de un importante éxito comercial, al llegar a la primera posición de las listas de más de catorce países. En los Estados Unidos, el álbum debutó en el número dos de la lista Billboard 200. Con ventas estimadas en unas 20 millones de copias en todo el mundo, Ray of Light es uno de los álbumes más vendidos de todos los tiempos.
Del disco se extrajeron cinco sencillos, incluidos los éxitos «Frozen» y «Ray of Light». Para promocionar Ray of Light y su siguiente álbum, Madonna se embarcó en la gira Drowned World Tour en 2001. Los críticos y especialistas resaltan la influencia del álbum en la música popular, especialmente en cómo ayudó a introducir la música electrónica dentro de la cultura mainstream. También destacan la forma en la que Madonna se reinventó a sí misma y permaneció como una figura fresca y contemporánea en medio de un periodo dominado por el pop adolescente. De este modo, el disco se incluyó en varias listas y recopilaciones hechas por críticos musicales, como Los 500 mejores álbumes de todos los tiempos hecha por la revista Rolling Stone o en el libro 1001 Albums You Must Hear Before You Die.

## Antecedentes

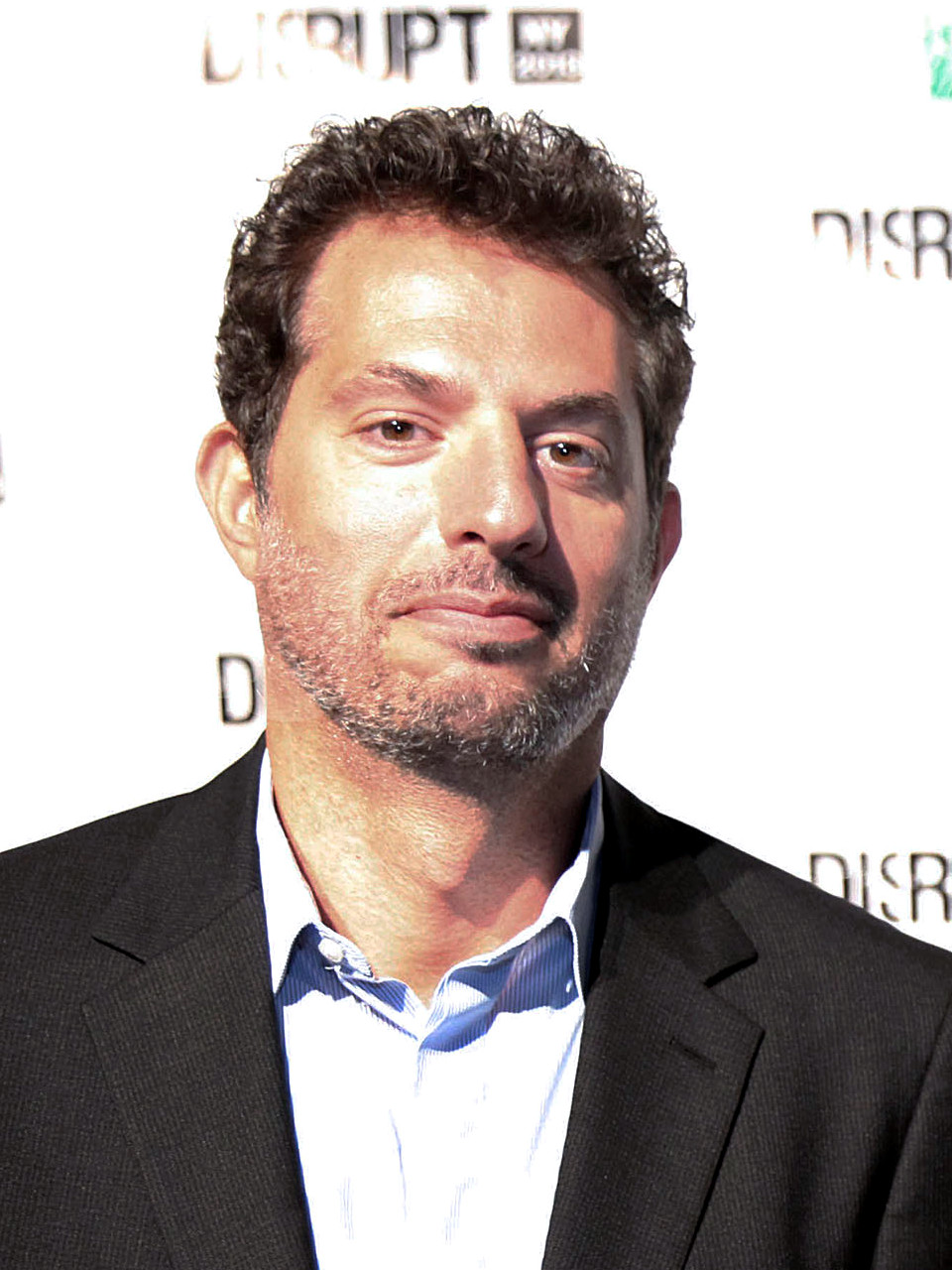
Para Ray of Light, Madonna trabajó con el productor William Orbit luego de que Guy Oseary (fotografía), socio de la discográfica Maverick, se contactara con él y le solicitase algunas melodías para la cantante

Tras el lanzamiento de su álbum recopilatorio Something to Remember (1995), Madonna comenzó a tomar lecciones de canto como parte de su preparación para su papel en la película Evita, de 1996. Ese mismo año dio a luz a su hija Lourdes. Según la intérprete, estos acontecimientos la inspiraron, y comenzó a hacerse una introspección: «Ese fue el gran catalizador para mí. Me llevó a una búsqueda de respuestas a preguntas que nunca antes me había hecho», reveló a la revista Q en 2002. Más aún, durante el mismo periodo se envolvió en la Cábala y comenzó a estudiar el hinduismo y el yoga, lo cual le ayudó a «dar un paso hacia afuera y ver el mundo desde una perspectiva diferente». Las lecciones de canto fueron otro factor importante que ayudaron a la creación del disco. Madonna sintió que había «una parte completa» de su voz sin utilizar, que decidió explorar en las grabaciones. En mayo de 1997, Madonna comenzó a escribir las primeras canciones del álbum. Al principio colaboró con Babyface, quien ya había trabajado con ella en Bedtime Stories (1994). Ambos compusieron un par de canciones antes de que la cantante decidiera que su colaboración no seguía la dirección musical que quería para el disco. De acuerdo a Babyface, las canciones «tenían una especie de vibra estilo "Take a Bow", y Madonna no quería, o necesitaba, repetirse a sí misma».
Después de abandonar los temas compuestos con Babyface, Madonna se volvió hacia Rick Nowels, quien había coescrito canciones con Stevie Nicks y Céline Dion. Esta colaboración produjo siete pistas en nueve días, aunque solo tres de ellas —«The Power of Good-Bye», «To Have and Not to Hold» y «Little Star»— aparecieron en la lista final; aun así, tampoco mostraron la influencia electrónica que acabaría teniendo el disco. Posteriormente, Madonna comenzó a componer con Patrick Leonard, quien produjo varios de sus temas a finales de la década de 1980. A diferencia de sus trabajos anteriores, las sesiones de composición con Leonard no estuvieron acompañadas de un trabajo intenso en el estudio. Madonna creyó que la producción de Leonard «le habría dado una vibra de Peter Gabriel a sus canciones», un sonido que no quería para su álbum. Guy Oseary, socio de Maverick Records, llamó a William Orbit, un artista de música electrónica británico, y le sugirió que enviara algunas de sus propuestas a Madonna. Así, Orbit le envió una cinta de audio digital con trece pistas. La cantante dijo: «era una gran fanática de las primeras grabaciones de William, "Cargo 1 y 2" y todas esas. También me gustaron todas las remezclas que hizo para mí y estaba interesada en fusionar una especie de sonido futurista, pero también usar muchas influencias indias y marroquíes y cosas así, y quería que sonara viejo y nuevo a la vez».

## Grabación
| Dejé que William hiciera de científico loco. Él viene de un lugar muy experimental y algo vanguardista —no es un músico entrenado, y yo estoy acostumbrada a trabajar con músicos clásicamente entrenados—, pero sabía que allí era a donde quería ir, así que tomé más riesgos. A menudo el proceso creativo era frustrante porque no estaba acostumbrada a ello; tomó más tiempo del usual hacer este disco. Pero ahora me doy cuenta de que necesitaba ese tiempo para llegar a donde iba. |

Antes de comenzar a trabajar, Madonna se reunió con Orbit en su casa de Nueva York para mostrarle el material que había compuesto con los otros productores, que él calificó como «astuto». Días más tarde acudieron al estudio Hit Factory, donde la intérprete lo invitó a trabajar en su disco. Así, Orbit comenzó a enviarle cintas con muestras de la música en la que se encontraba trabajando, usualmente frases de ocho o dieciséis barras y versiones simples de las melodías que más tarde se incluirían en el disco. Madonna escuchaba las cintas varias veces, hasta que se sentía inspirada para escribir las letras. Una vez que se hacía una idea sobre la dirección lírica de la canción, le mostraba sus propuestas a Orbit, y juntos expandían esas ideas. Como las pistas ya estaban grabadas, Madonna trabajaba en las letras en su casa o en su automóvil.
Las grabaciones tuvieron lugar en Los Ángeles, California en 1997 y se extendieron durante cuatro meses y medio, el periodo de grabación más largo de un álbum de Madonna. Durante la mayor parte de este tiempo, solo tres personas acompañaron en el estudio a la cantante: William Orbit, el ingeniero Pat McCarthy y su asistente Matt Silva. En un principio, el proceso de grabación estuvo plagado de problemas técnicos, dado que Orbit prefería trabajar con samples, sonidos de sintetizador y Pro Tools, no con música en vivo. Las computadoras experimentaron una falla y las grabaciones tuvieron que suspenderse hasta que fueron reparadas. Orbit grabó casi toda la instrumentación del álbum en estos cuatro meses; de hecho, en una entrevista recordó que tocaba la guitarra mientras le sangraban los dedos debido a las largas horas que pasaba en el estudio.
«Mer Girl» y «Ray of Light» fueron las únicas canciones en las que Madonna no compuso parte de su música. En «Mer Girl» solo escribió la letra, mientras que su labor creativa en «Ray of Light» se limitó a cambiar y añadir algunos versos. Luego de tener dificultades con la pronunciación con los shloka en sánscrito de «Yoga Taravali» —utilizados para «Shanti/Ashtangi»—, Madonna tomó clases por vía telefónica con el gurú Vagish Shastri para aprender la pronunciación correcta de las palabras en el idioma. En una entrevista con MTV, la cantante también señaló a Guy Oseary como una de las personas que más ayudaron a la creación del álbum. Dijo: «Justo cuando pensaba que la canción estaba lista, él nos empujaba un paso adelante. "Tal vez debamos probar esto", o "Realmente no quiero escuchar eso" [...] Y a veces funcionaba y a veces no, ¡y era feliz cuando no!». En otra ocasión, Orbit también mencionó que Madonna grabó «Swim» el día en que Gianni Versace, diseñador de modas y amigo personal, fue asesinado en Miami, Florida, razón por la cual el tema tuvo un impacto emocional en ella.

## Composición

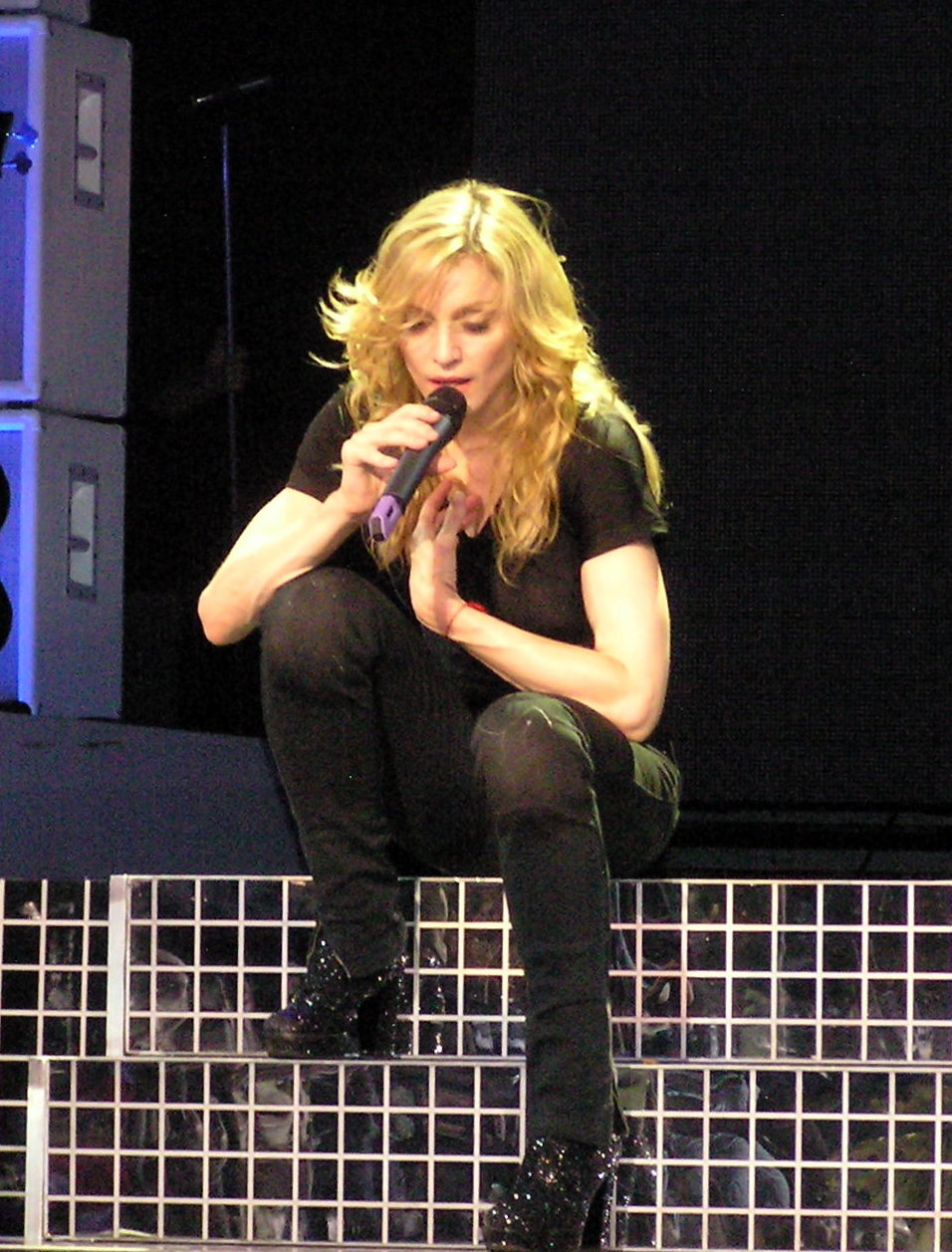
Madonna interpretando el tercer sencillo y tema que abre el álbum, «Drowned World/Substitute for Love», durante el Confessions Tour de 2006

Desde un punto de vista musical, este lanzamiento presentó un cambio notable de los trabajos anteriores de Madonna, y ha sido descrito como su disco «más arriesgado». Un álbum principalmente de pop, dance y electrónica, Ray of Light contiene elementos de varios tipos de música, como techno, house, drum and bass, trip hop, ambient, rock, new wave y música clásica. El álbum también marcó un cambio en cuanto a la voz de Madonna, quien había tomado clases de canto para su papel en la película Evita; su voz tiene un timbre más grave con un tono más amplio. En muchas canciones, como «Frozen», dejó el vibrato que estuvo presente en sus obras anteriores. De este modo, los críticos afirmaron que su voz era una de las mejores y de las más completas.
El tema que abre el álbum y tercer sencillo, «Drowned World/Substitute for Love», es una balada de tempo lento con influencias del jungle, drum and bass, trip hop y soft rock; su título proviene de la novela de ciencia ficción El mundo sumergido (1962) de J.G. Ballard. Aquí, Madonna llama la atención sobre su perspectiva más madura con el fragmento: I traded fame for love, Without a second thought, It all became a silly game, Some things cannot be bought (en español: "Cambié la fama por el amor, sin pensarlo dos veces, todo se convirtió en un juego tonto, algunas cosas no se pueden comprar"). La segunda pista, «Swim», se caracteriza por sus elementos de techno, con percusiones y líneas de bajo prominentes. Tiene un ambiente más espiritual donde canta: Swim to the ocean floor, so that we can begin again, wash away all our sins (en español: "Nada al fondo del océano, para que podamos comenzar otra vez, lavar todos nuestros pecados"). «Ray of Light», el tema que le da nombre al álbum y segundo sencillo, es una canción dance pop con un tempo rápido de música electrónica que contiene fuertes tendencias techno e influencias de trance. Calificada como una pista «sonoramente progresiva», también incorpora elementos de rock, con un riff prominente de guitarra eléctrica. La melodía también cuenta con varios efectos de sonido, como silbidos y beeps. Los especialistas describieron que la voz de Madonna en «Ray of Light» va de «una diva del club a una diosa celestial». Las letras tratan una temática que aborda diversos aspectos como la libertad y el destino. La cuarta pista, «Candy Perfume Girl», trata sobre la idea de una juventud como fuerza productiva; comienza con una introducción grunge que continúa con una melodía en la que resaltan percusiones de música electrónica y riffs de guitarra eléctrica. En «Skin», Madonna canta: Do I know you from somewhere? (en español: "¿Te conozco de algún lado?") utilizando un tono de voz suave y «seductor», que da paso a una melodía dance con elementos de electrónica en la que canta que necesita sentir amor y cariño.
| Siento que hablar de ello lo trivializa. He estado estudiando la Cábala, la cual es una interpretación mística del torá. He estado estudiando budismo e hinduismo y he estado practicando yoga y obviamente sé mucho acerca del catolicismo. Hay verdades indisputables que los conectan a todos, y encuentro eso muy confortante y genial. Mi viaje espiritual es estar abierta a todo. Poner atención a lo que tiene sentido y absorberlo. Para mí el yoga es la cosa que más se acerca a nuestra verdadera naturaleza. —Madonna hablando de la inspiración detrás de «Sky Fits Heaven» y «Shanti/Ashtangi». |

El sexto tema y quinto sencillo, «Nothing Really Matters», es una pista dance de tempo acelerado que contiene influencias de techno, en la que la cantante se hace una autocrítica a su materialismo. La séptima pista, «Sky Fits Heaven», se caracteriza por los riffs hechos con sintetizador combinados con elementos techno y de electrónica, en cuya letra Madonna opina que «todos los caminos conducen a Dios». «Shanti/Ashtangi» es una canción techno con un ritmo dance, que tiene por letra una oración escrita en sánscrito, una versión adaptada del Shankaracharya, interpretada por Madonna con un acento indio. «Frozen», la novena canción del álbum y primer sencillo, es una balada electrónica de tempo medio, con un sonido de sintetizadores y cuerdas producido en capas múltiples. Está fuertemente influenciada por diferentes estilos de música clásica, notablemente la música académica contemporánea como el neorromanticismo, y por diversos compositores y obras de la ópera italiana como Madama Butterfly de Puccini y Aida de Verdi. Durante toda la canción, la voz de Madonna carece de vibrato, lo que ha llevado a comparaciones con la música medieval. Líricamente «Frozen» trata sobre un hombre frío y sin emociones; aunque varios autores aseguran que las letras pueden tener otro sentido. De acuerdo a Jarman-Ivens en el libro Madonna's Drowned Worlds, fragmentos como You're frozen, when your heart's not open (en español: "Estás congelado, cuando tu corazón no está abierto") reflejan una paleta artística «que comprende diversos estilos musicales, textuales y visuales en sus letras».
La décima pista y cuarto sencillo, «The Power of Good-Bye», es una balada cuya melodía presenta múltiples instrumentos de cuerda y arreglos de electrónica, con una letra que refleja una separación dolorosa, que ha sido comparada a las obras de William Shakespeare, Sylvia Plath y Anne Sexton. El undécimo tema, «To Have and Not to Hold», trata líricamente de la incapacidad al comprender otra persona, además de incluir en su instrumentación elementos de música latina mezclados con electrónica. Aunque hay otros autores que afirman que Madonna lleva a cabo un diálogo con ella misma sobre el camino de la apertura de lo divino y reconoce la autenticidad. «Little Star», la duodécima canción del álbum, está inspirada en el nacimiento de su hija, Lourdes, donde confiesa «experimentar un amor incondicional que nunca ha conocido antes» con fragmentos como: God gave a present to me, Made of flesh and bones, My life, My soul, You make my spirit whole (en español: "Dios me dio un regalo, de carne y huesos, mi vida, mi alma, haces todo mi espíritu"). La última pista, «Mer Girl», es un tema simple en el que se destaca la voz de la cantante, en ocasiones a capella, con efectos de sonido y elementos de ambient donde canta sobre la muerte de su madre. Según Lucy O'Brien, escritora y periodista cuyo trabajo se centra en las mujeres en la música, esta vez Madonna fue al lado oscuro, afirmando que es escalofriante escucharla hablar enfrentando la muerte de su madre por el cáncer, aunado a su propio temor de haber llegado a la cima. «Has to Be», pista adicional incluida únicamente en la edición especial japonesa del álbum, habla de sus deseos de tener una pareja o compañero del alma. Finalmente, en los créditos del álbum, Madonna agradece al centro de «Orientación creativa» de la Cábala.

## Recepción

### Crítica
Tras su lanzamiento, Ray of Light ganó la aclamación de los críticos. Por ejemplo, Sal Cinquemani de Slant Magazine describió el álbum como «una de las grandes obras maestras del pop de los años 1990» y declaró que «sus letras no son complicadas, pero su mensaje es magnífico» y «Madonna no había sido tan emocionalmente sincera desde Like a Prayer». Roni Sarig, en su reseña para el tabloide City Pages, afirmó que Ray of Light «es su disco más completo y mejor realizado». Lo que más le sorprendió fueron la claridad, profundidad y el rango de la voz de Madonna, y aclaró que se había vuelto más fuerte desde sus lecciones de canto para Evita. De manera similar, el autor Ron Moy dijo que en la enorme amplitud de estilos y conocimientos facilitados por sus colaboradores permitieron una serie de arreglos musicales que explotaron mejor el limitado rango vocal de Madonna y sus atributos líricos. Por su parte, Paul Northup en abril de 1998 en ThirdWay, revista de perspectiva cristiana con un enfoque en la política, la sociedad, la economía y la cultura, lo calificó como «una obra de madurez: la formación vocal requerida por su papel en Evita junto a su colaboración con el británico especialista de ambient-dance, William Orbit», además de comentar que «Ray of Light ofrece un tipo diferente de intimidad desde su primer material». Barry Walters de The Advocate elogió a Madonna porque «demuestra que es una creadora y no simplemente la única estrella de la década de 1980 que no ha abandonado su curso convincente de celebridad, sino también el único ícono que queda que puede convertir arte universal capaz de conectar con un público masivo».
La crítica de Rob Sheffield en Rolling Stone fue en su mayor parte positiva, pero destacó los aspectos que para él resultaban ser los más débiles del álbum. Aunque describió el lanzamiento como «brillante», fue crítico con la producción de Orbit, al decir que «no conoce los trucos suficientes como para llenar un CD completo, así que se repite a sí mismo algo intenso». Stephen Thomas Erlewine de Allmusic describió a Ray of Light como su «álbum más arriesgado [...] más maduro y moderado»; al final de su reseña le otorgó cuatro estrellas y media de cinco. David Browne de Entertainment Weekly calificó el álbum con un A-: «por todas sus luchas con auto-iluminación, Madonna parece más relajada y menos artificial de lo que ha estado en años, desde su nueva transformación a madre-tierra italiana hasta su música. Ray of Light verdaderamente es como una oración, y sabes que te llevará allá». En una crítica no abundante, Robert Christgau dijo que era «muy sensual para la iluminación pop, gracias a Dios». Sergio Ariza Lázaro, del diario digital Diario Crítico, remarcó que la artista «volvió a demostrar tener buen oído y ayudó a popularizar la electrónica a nivel mundial». Además, lo llamó «el disco de madurez perfecto, una obra espiritual y positiva, lejos de su imagen de chica material. Pero, como siempre, sin olvidar la pista de baile». Eduardo Viñuela, Igor Paskual y Lara González, autores de Bitch She's Madonna: La reina del pop en la cultura contemporánea, lo llamaron «soberbio en todas las canciones, con una producción extraordinaria y muy bien cantado. Demuestra la inteligencia de Madonna a la hora de construir un álbum, ya que la dirección artística es casi perfecta».
En la edición de febrero de 1998 de Melody Maker, Mark Roland lo comparó con Homogenic de Björk y la música de Saint Etienne, pero destacó la falta de cinismo en Ray of Light como su aspecto más positivo: «no es un álbum hecho en el torno de la manipulación pop cínica, sino que ha sido moldeado a mano desde un trozo de arcilla. Traído a la vida con amor, Ray Of Light es como el jarrón feo que no encaja, pero que es más especial por eso». Robert Hilburn de Los Angeles Times escribió: «una de las razones por las que su nuevo Ray of Light es el álbum más satisfactorio de su carrera es porque refleja la búsqueda del alma de una mujer que está en un punto de su vida donde puede mirarse a sí misma con una franqueza y perspectiva sorprendente». Joan Anderman de The Boston Globe lo definió como un álbum remarcable, y comentó: «es un disco dance profundamente espiritual, texturizado con éxtasis, un ciclo de canciones suntuoso y serio que libera a Madonna de una carrera construida a base de imágenes barridas e identidades cultivadas». Paul Verna de Billboard comentó: «Fácilmente su trabajo más maduro y personal hasta la fecha, Ray of Light muestra a Madonna confeccionando letras con la cuidadosa intimidad de un diario, y envolviéndolas en melodías semejantes a un himno e instrumentaciones envueltas en un ambiente de melancolía y lujo, con incursiones de classic house, trance, e incluso guitarras pop. Desde luego, balancea el tono serio del álbum con piezas pop que le permiten flexionar su inmesurable rango vocal ampliado para afinar el efecto». Terminó su reseña al calificar el álbum como «una deliciosa aventura, el último esfuerzo victorioso de una de las artistas más irresistibles de la música pop». También de Billboard, Jason Lipshutz lo nombró el segundo mejor álbum de la cantante; «lo hermoso de Ray of Light es que hace lo que se supone que debe hacer un álbum pop exitoso: comprometerse con una estética, explorar ese conjunto de principios desde distintos ángulos únicos y nunca perder su sentido de cohesión». Por último, la revista inglesa Gay Times escribió: «constantemente sorprendente, experimental y, quizás lo más importante, cohesivo; [Ray of Light] es prueba de que la música pop puede ser arte».

### Comercial

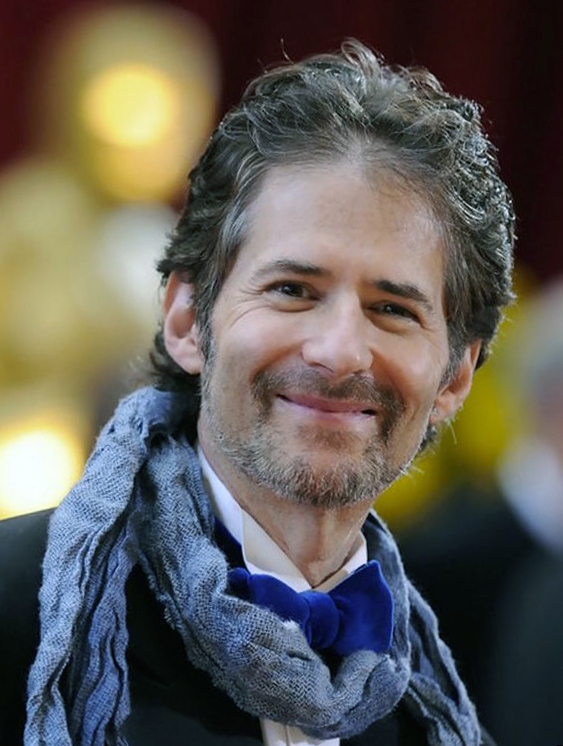
La banda sonora de Titanic del compositor James Horner (fotografía) evitó que Ray of Light liderara la lista Billboard 200

Ray of Light fue publicado por primera vez el 22 de febrero de 1998 en Japón; en Estados Unidos, salió a la venta el 3 de marzo de ese año. Dieciocho días más tarde, Rolling Stone reportó que ya se habían vendido más de tres millones de copias en todo el mundo. En los Estados Unidos debutó en el número dos de la edición del 21 de marzo de 1998 del Billboard 200, con 371 000 unidades vendidas en su primera semana. Fue el debut más alto para una solista desde que comenzó a funcionar el sistema Nielsen SoundScan en 1991. Sin embargo, el álbum no pudo rebasar las ventas de la banda sonora de la película Titanic, siendo éste el quinto álbum de Madonna cuya máxima posición en la lista fue el número dos. El 16 de marzo de 2000, la Recording Industry Association of America (RIAA) certificó al álbum con cuatro discos de platino por la venta de más de cuatro millones de ejemplares en Estados Unidos. En Canadá, debutó en la primera posición del Canadian Albums Chart y la Canadian Recording Industry Association (CRIA) le dio una certificación de siete discos de platino por ventas de más de 700 000 copias. El lanzamiento también debutó en el primer puesto de las listas de Australia, el séptimo álbum número uno de Madonna en ese país. En 1999, la Australian Recording Industry Association (ARIA) lo certificó con tres discos de platino por distribuir más de 210 000 unidades.
En el Reino Unido, Ray of Light debutó en el número uno del UK Albums Chart, permaneciendo en la cima de la lista por dos semanas. La British Phonographic Industry (BPI) le otorgó seis discos de platino por las ventas de más de 1,8 millones de copias. En Francia, el álbum entró a la lista de álbumes en la segunda posición, la cual ocupó por siete semanas antes de descender del top 3. Obtuvo una certificación de tres discos de platino de parte del Syndicat National de l'Édition Phonographique (SNEP) por ventas equivalentes a 900 000 copias. En Alemania, el álbum permaneció siete semanas en el número uno de las listas de Media Control, y logró certificar tres discos de platino por la venta de 1,5 millones de unidades. El álbum también alcanzó la cima de la lista European Top 100 y obtuvo una certificación de siete veces platino por parte de la Federación Internacional de la Industria Fonográfica (IFPI) por ventas superiores a siete millones de ejemplares en el continente. Ray of Light alcanzó un éxito similar en otras partes del mundo, encabezando las listas oficiales en Bélgica, los Países Bajos, Finlandia, Suiza, Nueva Zelanda, Noruega, Italia, España, Grecia, Israel y Singapur. En total, se estima que ha comercializado 20 millones de copias desde su lanzamiento, suficiente para convertirlo en uno de los álbumes más vendidos de todos los tiempos.

## Promoción

### Sencillos
«Frozen» se publicó como el primer sencillo del álbum el 23 de febrero de 1998. Llegó a las primeras cinco posiciones de las listas de popularidad más importantes del mundo, alcanzando la cima en Finlandia, Italia, España y el Reino Unido, donde se convirtió en su primer sencillo en debutar en el número uno. Además, se convirtió en su sexto sencillo en ocupar el número dos en el Billboard Hot 100, con lo que Madonna fijó un récord como la artista con más sencillos número dos en la historia de la lista. El tema tuvo una recepción crítica muy positiva, y se le etiquetó como su «obra maestra» con un sonido «cinemático». Chris Cunningham dirigió su video en el desierto de Mojave, donde Madonna aparece como una bruja gótica etérea, un personaje melancólico, que se convierte en una parvada de cuervos y en un perro negro. Obtuvo un MTV Video Music Award por «Mejores efectos especiales» en 1998. En 2005 un juez belga determinó que la melodía de cuatro barras al inicio de la canción era un plagio de «Ma vie fout le camp» de Salvatore Acquaviva. Como consecuencia, se prohibieron las ventas del sencillo y de Ray of Light, así como otras recopilaciones que incluyeran dicha pista en Bélgica. Luego de un proceso de apelación que duró más de nueve años, el tribunal de Mons concluyó que no existía ningún plagio y revocó la decisión anterior.
El segundo sencillo extraído del disco, «Ray of Light», se publicó el 6 de mayo de 1998. Llegó al número uno en España y dentro de las primeras cinco posiciones en Canadá, Italia, Finlandia, el Reino Unido y los Estados Unidos. Entró al Billboard Hot 100 en el quinto puesto, el debut más alto de Madonna en la lista. La canción también fue un éxito en el Hot Dance Club Play, al permanecer por cuatro semanas en el número uno, además de ocupar la primera posición en la lista de fin de año. Los críticos le brindaron buenas reseñas, resaltando su sonido perfecto para los clubes nocturnos y la melodía «sonoramente progresiva», así como su potente voz. Jonas Åkerlund dirigió el video, filmado en diferentes ciudades alrededor del mundo, básicamente conformado por tomas reproducidas a alta velocidad que muestran la vida cotidiana de sus habitantes. La producción recibió críticas favorables, al punto de ser considerado uno de los mejores videos musicales de todos los tiempos; recibió el premio Grammy al mejor video musical, y cinco galardones en los MTV Video Music Awards 1998, incluyendo «Video del año» y «Mejor video femenino».
El 24 de agosto de 1998, «Drowned World/Substitute for Love» fue publicado como el tercer sencillo, excepto en los Estados Unidos. Alcanzó el número uno en España y entró a las primeras diez posiciones de las listas de Italia y el Reino Unido. El video musical, dirigido por Walter Stern, causó controversia debido a que mostraba a Madonna siendo perseguida por paparazzos en motocicletas, un escenario similar al de la muerte de Diana de Gales ocurrida en 1997. El cuarto sencillo, «The Power of Good-Bye», se publicó el 22 de septiembre de 1998; llegó a los diez primeros puestos en países como Austria, Canadá, los Países Bajos, Finlandia, Alemania, Italia, España, Suecia, Suiza y el Reino Unido. En los Estados Unidos, la canción llegó al puesto once del Hot 100. El 2 de marzo de 1999, «Nothing Really Matters» fue lanzado como el quinto y último sencillo del álbum. Se convirtió en un éxito en países como Canadá, Finlandia, Italia, Nueva Zelanda y el Reino Unido. Sin embargo, en los Estados Unidos fue su sencillo peor colocado en el Billboard Hot 100, alcanzando solo el número 93, aunque fue un éxito número uno en la lista principal de música dance. Su video musical, dirigido por Johan Renck, fue inspirado por el libro Memorias de una geisha de Arthur Golden, y en él se mostraba a Madonna vestida como una geisha.

### Apariciones públicas y gira
Para promocionar Ray of Light, Madonna realizó una serie de apariciones en televisión y presentaciones en directo de los temas del álbum. Primeramente, a principios de 1998 apareció en The Oprah Winfrey Show para presentar «Ray of Light» y «Little Star». En los MTV Video Music Awards 1998 cantó «Shanti/Ashtangi» y «Ray of Light» acompañada de Lenny Kravitz, mientras que en la edición europea interpretó «The Power of Good-Bye». También abrió los Premios Grammy de 1999 cantando «Nothing Really Matters». Parte de la campaña de promoción incluyó lanzamientos especiales en distintos países. Por ejemplo, en Nueva Zelanda se publicó una caja recopilatoria compuesta por los discos Ray of Light y The Immaculate Collection. Alcanzó el número doce de la lista de álbumes neozelandesa y recibió un disco de oro por parte de la Recording Industry Association of New Zealand (RIANZ) por ventas mayores a 7500 copias. Por su parte, en los Estados Unidos «Sky Fits Heaven» se publicó como un sencillo promocional; obtuvo un éxito moderado en los clubes nocturnos, llegando al puesto 41 del Hot Dance Club Play. En 1999, en el Reino Unido se publicó una compilación en VHS titulada Rays of Light, la cual contenía los cinco videos musicales de los sencillos del álbum. Todos estos videos también se incluyeron en The Video Collection 93:99 (1999).
Madonna interpretó «Drowned World/Substitute For Love», «Ray of Light», «Candy Perfume Girl», «Sky Fits Heaven», «Frozen» y «Mer Girl» en el Drowned World Tour, su quinta gira de conciertos, donde promovió Ray of Light y su álbum sucesor. El tour inició en junio de 2001 y fue la primera gira de Madonna en ocho años. Aunque estaba planeado que comenzara antes de la llegada del nuevo milenio, tuvo que posponerse debido a su embarazo de su hijo Rocco, el lanzamiento de Music y su matrimonio con Guy Ritchie en diciembre de 2000. El espectáculo se dividió en cinco segmentos: Ciberpunk, Geisha, Cowboy, Spanish y Gueto, cada uno representando una fase de la carrera de Madonna. Drowned World Tour tuvo una recepción crítica positiva, así como un éxito comercial al recaudar un total de 75 millones de dólares estadounidenses, y fue la gira más exitosa para un solista en el 2001. HBO transmitió en directo el concierto ofrecido en The Palace of Auburn Hills en Auburn Hills, Míchigan, acontecido el 26 de agosto de 2001. Con este material se editó el DVD Drowned World Tour 2001, publicado en todas las regiones el 13 de noviembre de 2001. Como la transmisión original del concierto, el DVD recibió buenas críticas. Las fotografías utilizadas en la portada del DVD fueron hechas por su amiga personal Rosie O'Donnell.

## Legado
Se estima que Ray of Light ha comercializado 20 millones de copias desde su lanzamiento, suficiente para convertirlo en uno de los álbumes más vendidos de todos los tiempos, además de ser uno de los discos más exitosos en el mercado europeo al certificar más de siete millones de unidades. También es considerado como uno de los mejores álbumes femeninos, al respecto, David Lara de Impre.com —del conglomerado ImpreMedia— dice es que el disco más influyente de Madonna. De manera similar, el autor Sebas del sitio en español Jenesaispop lo describe como «la obra maestra [de Madonna]». Más aún, muchos críticos reconocen a Ray of Light como uno de los mejores álbumes de todos los tiempos y se ha incluido en varias listas debido a su impacto en la música popular. La revista Rolling Stone lo colocó en el número 28 de su lista de los 100 mejores álbumes de los años 1990 y en el 363 de Los 500 mejores álbumes de todos los tiempos, además de ser elegido como el número 29 por sus lectores, entre las mejores grabaciones. En 2001, más de 250 000 televidentes de VH1 pusieron a Ray of Light en el décimo puesto de la lista Los 100 mejores álbumes de todos los tiempos. También se incluyó en el libro 1001 Albums You Must Hear Before You Die. La revista Mojo también puso a Ray of Light en el número 29 de 100 clásicos modernos: los mejores álbumes de nuestra vida. Además de las buenas críticas, el disco obtuvo un total de seis nominaciones al Premio Grammy y ganó cuatro de ellas. Resultó ganador en las categorías de mejor álbum de pop vocal y mejor presentación de grabación y recibió una nominación en la categoría álbum del año. Además, «Ray of Light» ganó el premio a la mejor grabación dance y mejor video musical de formato corto, así como una nominación a la mejor grabación del año. Asimismo, «Ray of Light» es considerado como uno de los videos más importantes en la historia de MTV, además de ser elegido como uno de los mejores temas de Madonna junto a «Frozen» por los lectores de Rolling Stone.
Uno de los aspectos más importantes del legado de Ray of Light fue la introducción de la música electrónica al escenario de la música popular. Como la editora de Allmusic, Liana Jonas, escribió: «atrajo la atención del mainstream a la música electrónica, que ascendió de sus estatus underground a una popularidad salvaje a principios del siglo XXI». Thomas Harrison, autor de Music of the 1990s, escribió que el estilo de producción de Ray of Light fue «idiomático de las nuevas tendencias en la música electrónica, con un uso significativo del sampling digital y la utilización de sintetizadores electrónicos». No un tanto distante con lo anterior, los académicos del libro Music and Technoculture cuya editorial es homónima a la Universidad Wesleyana, comentaron que «Madonna es como la madre en el reino tecnológico» con las canciones electrónicas del álbum, que muchas de ellas como lo son «Nothing Really Matters», «Little Star» y «Mear Girl» reflejan su rol como madre. De acuerdo al biógrafo J. Randy Taraborrelli, «por años, el techno y la electrónica han sido la música que se toca en las muy populares fiestas underground ilegales que tienen lugar en bodegas abandonadas y áreas desiertas a las afueras de las ciudades de todo el mundo. Aquí es donde los jóvenes amantes de la música, bajo los efectos del alcohol y los delirios de la popular droga éxtasis, andaban por las nubes al ritmo de estos etéreos sonidos sintetizados». Madonna sintió que esta música era un «sonido candente» y decidió llevarlo a la popularidad masiva, al afirmar: «es, definitivamente, un área sin explotar. Y tengo que estar en ella». De manera similar, Lucy O'Brien elogió a Madonna y el álbum porque innovó de manera brillante la cultura rave. Ryan Davis de Examiner.com comentó que «Ray of Light le dio una cálida sensación de emociones a la música electrónica que generalmente no se encuentran en el género». 
Eduardo Viñuela, Igor Paskual y Lara González comentaron que la colaboración con William Orbit «influirá tanto en el sonido de años posteriores y se hará tan ubicuo que la propia Madonna tendrá que cambiar de productor si quiere seguir marcando los tiempos. Y vaya que sí lo hará». Concluyeron que Ray of Light «ocupa por derecho propio un lugar importante en la historia de la música pop». Por último, el diario canadiense The Gazzette dijo que «Ray of Light es el primer álbum mainstream que implementa con éxito el pop y techno».

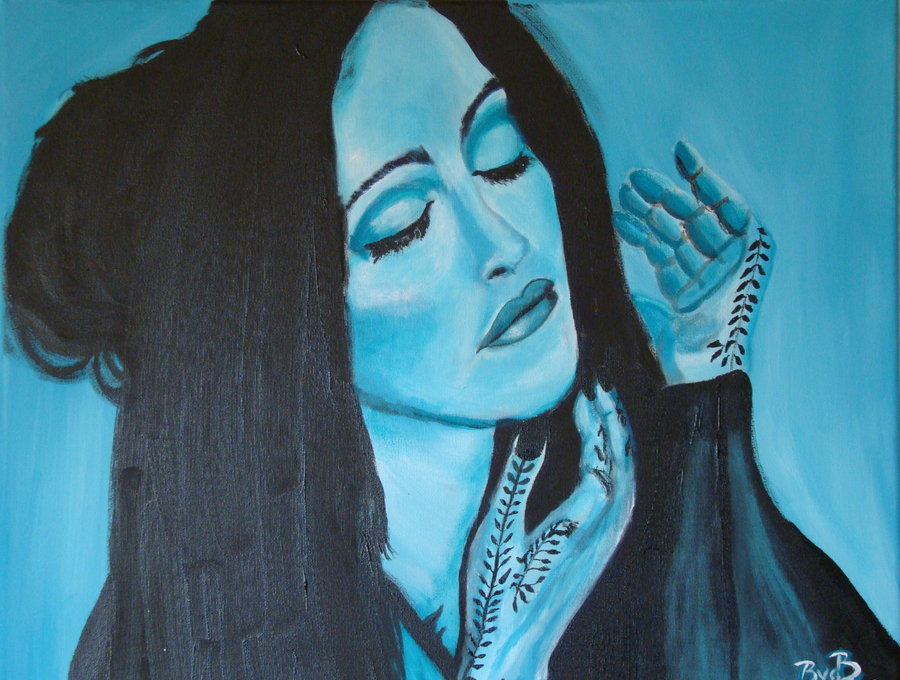
Una pintura inspirada en el estilo asiático de Madonna en el video de «Frozen». El lanzamiento de Ray of Light aumentó la popularidad de la cultura asiática tradicional en la cultura popular estadounidense

El lanzamiento de Ray of Light —que incluyó elementos de música oriental, el video de «Frozen» inspirado en temas indios y el video de «Nothing Really Matters» de temática japonesa— aumentaron la popularidad de la cultura tradicional asiática dentro de la cultura popular estadounidense. Rhonda Hammer y Douglas Kellner en su libro Media/cultural Studies: Critical Approaches escribieron que «el fenómeno de la feminidad inspirada en el sur de Asia como una tendencia en los medios occidentales pudo remontarse a febrero de 1998, cuando el icono pop Madonna lanzó su video de "Frozen"». Explicaron que «aunque Madonna no inició la moda de accesorios de belleza indios [...] la llevó al ojo público al atraer la atención de la prensa global». Anne Masuda de Yahoo! añadió que «con Madonna revelando el hecho de que practica yoga en su tiempo libre, contribuyó al crecimiento de la fascinación estadounidense por la cultura oriental. Muchas personas comenzaron a imitar su estilo, al utilizar alheña y ropa con diseños asiáticos».
Pocos años atrás, la carrera de Madonna había estado plagada de escándalos y muchos detractores dijeron que ya estaba acabada, inclusive, su discográfica Warner pronosticaba que el disco iba a fracasar; de esta manera, muchos escritores sostienen que el álbum, aunado a los antecedentes [en referencia a sus experiencias espirituales y de maternidad], hicieron un cambio de inflexión en la carrera de Madonna, su constancia en reinventarse. Por ejemplo, Ingrid Sischy de Vanity Fair dijo que «haber tenido un bebé le dio, por lo menos, lo que ella llama un "momento de quietud". Se vio obligada a permitir a sí misma reducir la velocidad, alejarse y redimirse». Por su parte, Madonna confesó que su hija «Lourdes era una influencia sanadora en su vida, y el nombre de una memoria de su madre. "Lourdes" es un lugar con el que mi madre tenía una conexión. Ella siempre quería ir allí, pero nunca pudo». Al respecto, O'Brien señaló que Ray of Light ciertamente rehabilitó la imagen de Madonna y la llevó a un nuevo público, lo que demuestra que era una buena compositora de un talento intensamente productivo. De hecho, de acuerdo a Taraborrelli, el disco fue aclamado por haber sido audaz y refrescante en la música contemporánea de finales de la década de 1990, que estaba dominada por boy bands y artistas adolescentes como Backstreet Boys, 'N Sync, Britney Spears y Christina Aguilera. Larry Flick de Billboard dijo que el lanzamiento «no solo le dio a la artista camaleónica su primer éxito universalmente aclamado por los críticos, sino que también probó que permanecía como una figura vital entre una audiencia joven lamentablemente voluble». En 2012, Katy Perry le preguntó a Madonna vía Twitter cuál era su álbum favorito. La cantante respondió «Ray of Light. Ese fue un buen momento». Por su parte, William Orbit «se ganó elogios por doquier»; de hecho, algunos escritores como el ensayista Rodrigo Fresán, atribuyen a Orbit como el responsable de la reinvención y la recuperación del éxito de Madonna. Al respecto William dijo en una oportunidad: «Yo no reinventé a Madonna. Ella me reinventó a mí. Es decir, ¿dónde estaba yo antes? ¿Quién era yo antes de trabajar con ella?».

## Premios y nominaciones

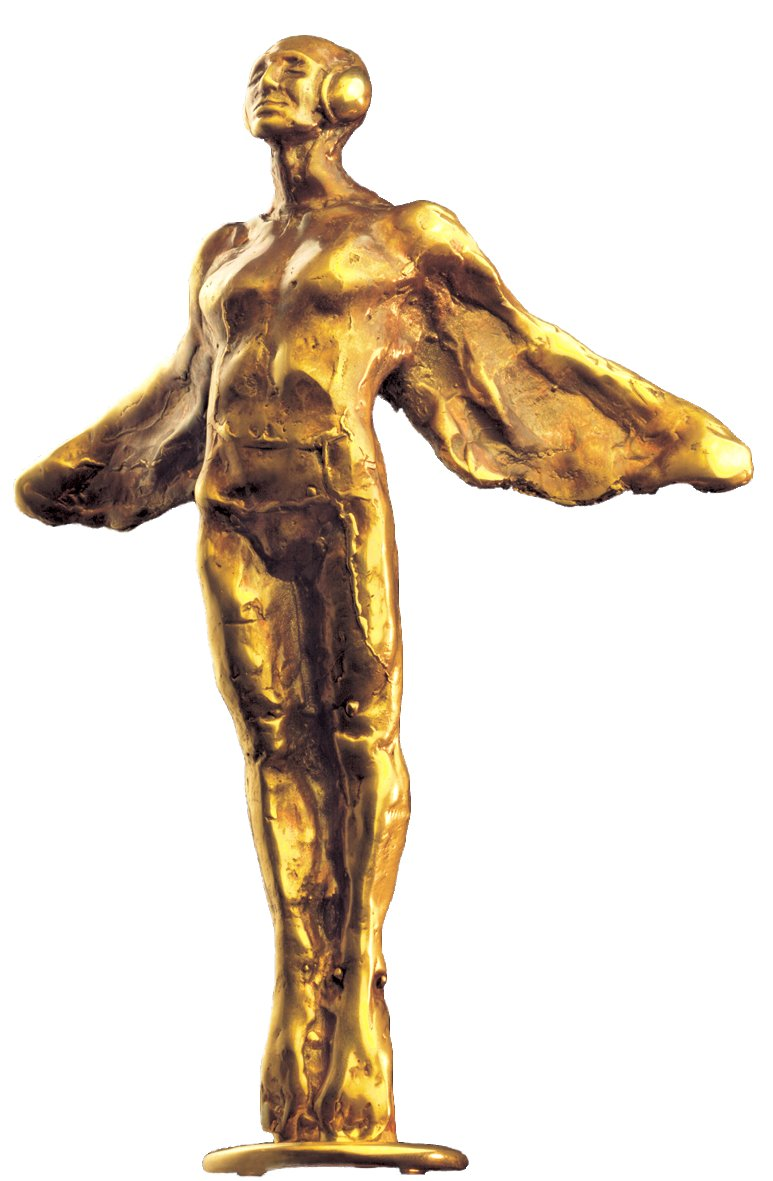
El disco resultó ganador en la categoría de mejor álbum extranjero de la edición de 1998 en los Premio Fryderyk

Aparte de los Premios Grammy y MTVs en muchas de sus variaciones, así como la inclusión en listas y recopilaciones hechas por críticos musicales, la producción obtuvo otros galardones y nominaciones de los más importantes en el mundo de la música en sus respectivos países o regiones. A continuación, algunos de ellos:
| Año  | Ceremonia de premiación          | Categoría                                   | Resultado | Ref.    |
| ---- | -------------------------------- | ------------------------------------------- | --------- | ------- |
| 1998 | Premio Fryderyk                  | Mejor álbum extranjero                      | Ganador   | [ 135 ] |
| 1998 | Rockbjörnen                      | Mejor álbum internacional                   | Ganador   | [ 136 ] |
| 1998 | Rockbjörnen                      | Mejor artista internacional                 | Ganadora  | [ 136 ] |
| 1999 | Hungarian Music Awards           | Mejor álbum pop internacional               | Ganador   | [ 137 ] |
| 1999 | International Dance Music Awards | Mejor artista solista dance                 | Ganadora  | [ 138 ] |
| 1999 | Premios Juno                     | Álbum mejor vendido (extranjero o nacional) | Nominado  | [ 139 ] |
| 1999 | MuchMusic Video Awards           | Artista internacional favorito              | Nominada  | [ 140 ] |
| 1999 | BRIT Awards                      | Artista internacional favorito              | Nominada  | [ 141 ] |

## Lista de canciones
| Ray of Light |                                     |                                                                   |                                  |          |  |
| N.º          | Título                              | Escritor(es)                                                      | Productor(es)                    | Duración |  |
| 1.           | «Drowned World/Substitute for Love» | Madonna · William Orbit · Rod McKuen · Anita Kerr · David Collins | Madonna · Orbit                  | 5:08     |  |
| 2.           | «Swim»                              | Madonna · Orbit                                                   | Madonna · Orbit                  | 5:00     |  |
| 3.           | «Ray of Light»                      | Madonna · Orbit · Clive Maldoon · Dave Curtiss · Christine Leach  | Madonna · Orbit                  | 5:21     |  |
| 4.           | «Candy Perfume Girl»                | Madonna · Orbit · Susannah Melvoin                                | Madonna · Orbit                  | 4:35     |  |
| 5.           | «Skin»                              | Madonna · Patrick Leonard                                         | Madonna · Orbit · Marius DeVries | 6:21     |  |
| 6.           | «Nothing Really Matters»            | Madonna · Leonard                                                 | Madonna · Orbit · DeVries        | 4:26     |  |
| 7.           | «Sky Fits Heaven»                   | Madonna · Leonard                                                 | Madonna · Orbit · Leonard        | 4:48     |  |
| 8.           | «Shanti/Ashtangi»                   | Madonna · Orbit                                                   | Madonna · Orbit                  | 4:29     |  |
| 9.           | «Frozen»                            | Madonna · Leonard                                                 | Madonna · Orbit · Leonard        | 6:12     |  |
| 10.          | «The Power of Good-Bye»             | Madonna · Rick Nowels                                             | Madonna · Orbit · Leonard        | 4:12     |  |
| 11.          | «To Have and Not to Hold»           | Madonna · Nowels                                                  | Madonna · Orbit · Leonard        | 5:22     |  |
| 12.          | «Little Star»                       | Madonna · Nowels                                                  | Madonna · DeVries                | 5:18     |  |
| 13.          | «Mer Girl»                          | Madonna · Orbit                                                   | Madonna · Orbit                  | 5:31     |  |
| 66:45        |                                     |                                                                   |                                  |          |  |

| Pista adicional de la edición japonesa |             |                           |                 |          |  |
| N.º                                    | Título      | Escritor(es)              | Productor(es)   | Duración |  |
| 14.                                    | «Has to Be» | Madonna · Orbit · Leonard | Madonna · Orbit | 5:16     |  |
| 71:58                                  |             |                           |                 |          |  |

Notas adicionales:
- «Drowned World/Substitute for Love» contiene un sample del tema «Why I Follow the Tigers» interpretado por San Sebastian Strings.
- «Shanti/Ashtangi» adaptación al texto de Adi Shankara, tomada de la «Yoga Taravali».
- «Mer Girl» contiene una interpolación y elementos de «Space», interpretada por Gábor Szabó.
- «Has to Be» también puede ser encontrado como lado B del sencillo «Ray of Light».[144]
- Algunas partes de la letra de «Sky Fits Heaven» fueron extraídas del poema What Fits? de Max Blagg, que también fue utilizado en un anuncio publicitario de Gap Inc. en 1993.[145]

## Listas de popularidad y certificaciones
| País (Lista)                   | Mejor posición |
| ------------------------------ | -------------- |
| Alemania                       | 1              |
| Australia                      | 1              |
| Austria                        | 2              |
| Bélgica (Ultratop 50)          | 1              |
| Bélgica (Ultratop 40)          | 2              |
| Canadá                         | 1              |
| Dinamarca                      | 23             |
| España                         | 1              |
| European Hot 100               | 1              |
| Estados Unidos (Billboard 200) | 2              |
| Francia                        | 2              |
| Finlandia                      | 1              |
| Grecia                         | 1              |
| Hungría                        | 1              |
| Italia                         | 1              |
| Irlanda                        | 2              |
| Israel                         | 1              |
| Japón                          | 7              |
| Malasia                        | 4              |
| Nueva Zelanda                  | 1              |
| Noruega                        | 1              |
| Países Bajos                   | 1              |
| Portugal                       | 6              |
| Singapur                       | 1              |
| Suecia                         | 2              |
| Suiza                          | 1              |
| Reino Unido                    | 1              |

| País (organismo certificador) | Certificación |
| ----------------------------- | ------------- |
| Alemania (BVMI)               | 3× Platino    |
| Argentina (CAPIF)             | Platino       |
| Australia (ARIA)              | 3× Platino    |
| Austria (IFPI)                | 2× Platino    |
| Bélgica (IFPI)                | Platino       |
| Brasil (ABPD)                 | Platino       |
| Canadá (CRIA)                 | 7× Platino    |
| Dinamarca (IFPI)              | 5× Platino    |
| España (PROMUSICAE)           | 3× Platino    |
| Estados Unidos (RIAA)         | 4× Platino    |
| Europa (IFPI Platinum Europe) | 7× Platino    |
| Finlandia (IFPI)              | Platino       |
| Francia (SNEP)                | 3× Platino    |
| Hong Kong (IFPI)              | Platino       |
| Japón (RIAJ)                  | 2x Platino    |
| México (AMPROFON)             | Platino       |
| Nueva Zelanda (RIANZ)         | Platino       |
| Noruega (IFPI)                | 2× Platino    |
| Países Bajos (NVPI)           | 3× Platino    |
| Polonia (ZPVA)                | 2× Platino    |
| Reino Unido (BPI)             | 6× Platino    |
| Rusia (NFPP)                  | 7× Platino    |
| Suecia (GLF)                  | 3× Platino    |
| Suiza (IFPI)                  | 3× Platino    |

| País (organismo certificador) | Certificación |
| ----------------------------- | ------------- |
| Nueva Zelanda (RIANZ)         | Oro           |

### Anuales
| País (Lista) 1998              | Mejor posición |
| ------------------------------ | -------------- |
| Australia                      | 10             |
| Austria                        | 7              |
| Bélgica (Utratop 50)           | 5              |
| Bélgica (Utratop 40)           | 11             |
| Canadá                         | 10             |
| Estados Unidos (Billboard 200) | 18             |
| Francia                        | 10             |
| Países Bajos                   | 4              |
| Suiza                          | 4              |

| País (Lista) 1999              | Mejor posición |
| ------------------------------ | -------------- |
| Australia                      | 61             |
| Austria                        | 21             |
| Bélgica (Utratop 50)           | 55             |
| Bélgica (Utratop 40)           | 72             |
| Estados Unidos (Billboard 200) | 98             |
| Francia                        | 58             |
| Países Bajos                   | 19             |

## Historial de lanzamiento
| Región         | Fecha                   | Formato(s)           | Ediciones                  |
| -------------- | ----------------------- | -------------------- | -------------------------- |
| Japón          | 22 de febrero de 1998   | CD, LP               | Estándar                   |
| Japón          | 8 de septiembre de 1998 | CD                   | Doble edición              |
| Reino Unido    | 2 de marzo de 1998      | CD, LP, CS, minidisc | Estándar, edición limitada |
| Alemania       | 2 de marzo de 1998      | CD, LP, CS, minidisc | Estándar, edición limitada |
| Estados Unidos | 3 de marzo de 1998      | CD                   | Estándar, edición limitada |
| Filipinas      | 3 de marzo de 1998      | CD                   | Estándar, edición limitada |
| Sudáfrica      | 3 de marzo de 1998      | CD                   | Estándar, edición limitada |
| Rusia          | 2006                    | CD                   | Edición limitada           |
| Ucrania        | 2006                    | CD                   | Edición limitada           |

## Créditos y personal

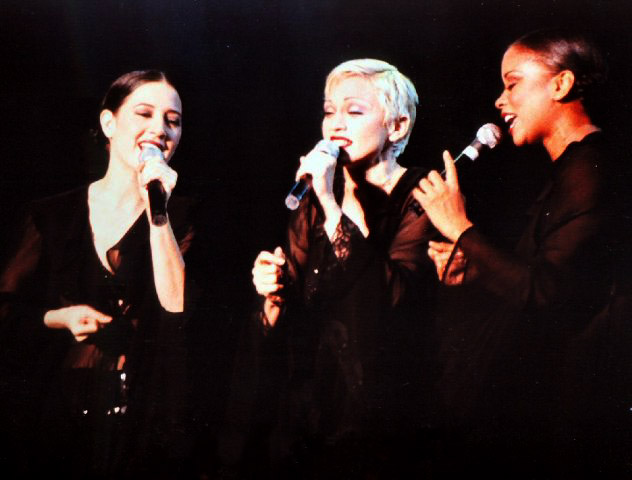
Las coristas del álbum, Donna De Lory (izquierda) y Niki Haris (derecha) en 1993 junto con Madonna en la gira The Girlie Show World Tour

- Madonna: voz principal, compositora, productora
- William Orbit: artista invitado, compositor, productor, efectos de sonido
- Patrick Leonard: arreglista, compositor, productor
- Marius de Vries: artista invitado, tecladista, productor, programador
- Fergus Gerrand: batería, percusionista
- Kevin Reagan: director artístico, diseño
- Craig Armstrong: arreglos de cuerda
- Pablo Cook: flauta
- Marc Moreau: guitarra
- Mike Bradford: programador
- Kerosene Halo: diseño
- Ted Jensen: masterización
- Mario Testino: fotógrafo
- Suzie Katayama: conductor
- Steve Sidelnyk: programador de tambores
- Donna De Lory: corista
- Niki Haris: corista
- Compositores: David Collins, Dave Curtis, Curtiss Maldoon, Anita Kerr, Christine Leach, Rod McKuen, Susannah Melvoin, Rick Nowels
- Ingenieros: Dave Reitzas, Patrick McCarthy, Jon Ingoldsby, Mark Endert
- Traductores: Eddie Stern, Vyass Houston
- Compañías discográficas: Warner Music Group (WEA International), Warner Bros. Records, Maverick Records

Fuentes: